# Devils Tower
La Devils Tower, toponyme anglais signifiant littéralement en français « Tour du Diable », est un monolithe naturel situé à proximité des villes de Hulett et de Sundance, dans le Nord-Est du Wyoming, aux États-Unis. La hauteur de ce neck volcanique est de 386 m au-dessus des terres environnantes ; son sommet est à 1 558 m d'altitude. La rivière Belle Fourche s'écoule à proximité.
La Devils Tower est une butte protégée au sein du Devils Tower National Monument. Il s'agit du premier monument national des États-Unis, ce titre lui ayant été décerné le 24 septembre 1906 par le président Theodore Roosevelt. La superficie de ce monument national est de 545 hectares.

## Toponymie
De nombreuses tribus indiennes (Arapahos, Crows, Cheyennes, Kiowas, Lakotas, et Shoshones) avaient des liens géographiques et culturels avec ce monolithe bien avant que les Européens et les premiers immigrants n'atteignent le Wyoming. Différents noms ont été donnés par ces tribus au monolithe : Aloft on a Rock (Kiowa), Daxpitcheeaasáao, « la maison de l'ours » (Cheyenne, Crow), « l'antre de l'ours » (Cheyenne, Crow), « l'abri de l'ours » (Cheyenne, Lakota), « la butte de l'abri de l'ours » (Lakota), « le tipi de l'ours » (Arapaho, Cheyenne), « le rocher arbre » (Kiowa) ou encore « l'abri du grizzly » (Lakota), dénominations en lien avec le géomythe associé à cette butte.
En 2005, une proposition pour reconnaître cet héritage culturel en modifiant le nom pour Bear Lodge National Historic Landmark (« Monument National Historique de l'Abri de l'Ours ») s'est heurtée à une opposition de la part du Parti républicain en la personne de Barbara Cubin, pour des raisons économiques et touristiques.

## Histoire géologique

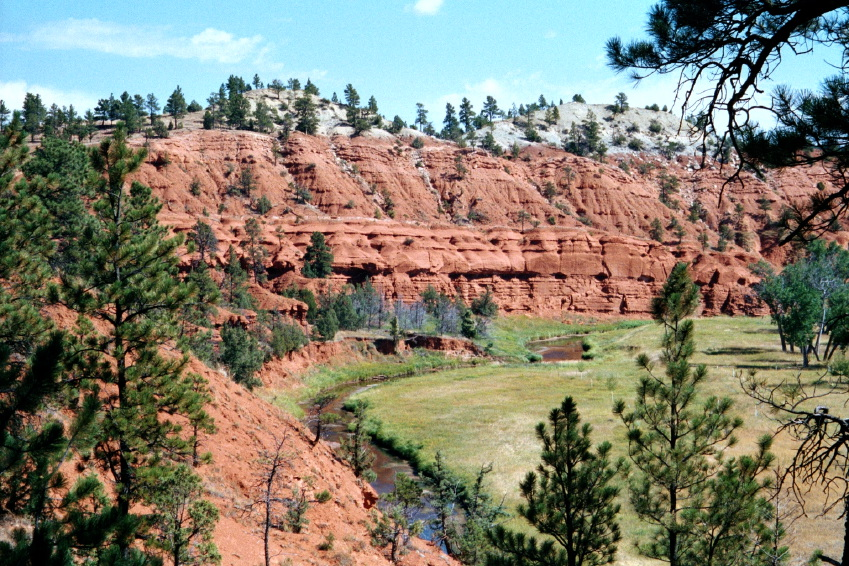
Grès rouges et falaises de marne surplombant la Belle Fourche.

La plupart des roches des alentours sont des roches sédimentaires. Les plus anciennes visibles dans le Devils Tower National Monument sont d'âge triasique et se sont déposées sur le fond d'une mer peu profonde. Des alternances de grès rouges et marron, ainsi que des marnes sont visibles le long de la rivière Belle Fourche. L'oxydation du fer et des minéraux ferreux est à l'origine de ces teintes rouges. Au-dessus de cette formation (Spearfish formation), on trouve une fine épaisseur de gypse (gypsum spring formation), déposée pendant le Jurassique. Au-dessus, on trouve des marnes vert-de-gris (déposées en environnement anoxique), des grès, des calcaires et des bancs fins d'argilite rouge.
L'orogenèse Laramide débute au Crétacé et provoque le soulèvement des montagnes Rocheuses, des intrusions plutoniques et magmatiques se mettent en place au sein des roches sédimentaires préexistantes. La roche qui constitue le monolithe est une phonolite (roche ignée grise contenant du feldspath et des feldspathoïdes), découpée en longs prismes hexagonaux pendant le refroidissement, formant des colonnes.
Le monolithe est l'une de ces intrusions, dégagée des roches sédimentaires encaissantes par l'érosion, la roche ignée, plus résistante, est restée en relief et a formé le monolithe que l'on retrouve aujourd'hui. L'action conjuguée de la gélifraction et du vent est à l'origine de la grande quantité d'éboulis présents à la base du monolithe.

## Histoire récente
Des trappeurs occidentaux peuvent avoir visité Devils Tower, mais n'ont laissé aucune trace écrite. La  première visite documentée a eu lieu en 1859, pendant l'expédition dans le Yellowstone menée par le capitaine W. F. Raynolds. Seize ans plus tard, le colonel Richard Irving Dodge forge le nom de Devils Tower. Reconnaissant ses caractéristiques uniques, le Congrès donne à cette région le statut de « réserve forestière des États-Unis » (« U.S. Forest Reserve ») en 1892 et en 1906, Devils Tower devient le premier monument national. Bien que la grammaire anglaise impose l'apostrophe avant le s, les indications écrites font toujours état de Devils Tower, sans apostrophe.
Le 4 juillet 1893, William Rogers et Williard Ripley sont les premiers à réussir l'ascension complète, en suivant une fissure du versant sud-ouest et en s'aidant de coins de bois.
L'ascension « technique » fut la première fois réussie en 1937 par Fritz Wiessner, William P. House et Lawrence Coveney, en ayant recours à un grand nombre de pitons. Aujourd'hui, des centaines de grimpeurs escaladent la paroi chaque été. Chaque colonne hexagonale définit une voie particulière, dont la difficulté varie de « facile » à « extrêmement difficile ». Tous les grimpeurs doivent se signaler aux Rangers avant et après leur ascension.
En 1941, George Hopkins se pose en parachute au sommet mais est incapable de redescendre par ses propres moyens et doit attendre les secours.
En 2011, la compagnie minière australienne Strata Energy Inc., filiale de Peninsula Energy Ltd., projette d'exploiter de l'uranium à l'est de Devils Tower.

## Croyances amérindiennes et récit géomythologique
Une légende indienne raconte que sept jeunes sioux jouaient dans la forêt, lorsqu'elles furent prises en chasse par un ours. Poursuivies, « les filles grimpèrent sur un rocher et prièrent le Grand Esprit de les aider. Immédiatement le rocher se mit à grandir. Pour tenter d'atteindre ses proies, l'ours affamé sauta sur le rocher qui s'élevait vers le ciel, mais glissa et laissa la marque de ses griffes sur le rocher (sous la forme des prismes verticaux qui strient Devils Tower). Le rocher continua à croître, poussant les filles vers le ciel, où elles furent transformées en sept étoiles : les Pléiades ». Les prismes des orgues phonolithiques de ce monolithe ont pu inspirer le géomythe des marques des griffes d'un ours.
Cet endroit est resté sacré pour certaines tribus. Pendant le mois de juin, elles y procèdent à des cérémonies. Il est alors demandé aux visiteurs de ne pas escalader le rocher, ce qui est considéré comme une profanation par les Amérindiens.

## Dans la culture populaire
- Ce site est mis en valeur dans le film de science-fiction Rencontres du troisième type (1977) de Steven Spielberg. La rencontre entre humains et extraterrestres se déroule au pied de cette butte[5].
- Le film de science-fiction Paul (2011) de Greg Mottola, s'achève également face à la Devils Tower, lorsque l'extraterrestre Paul quitte la terre à bord d'un vaisseau spatial en mission de sauvetage pour le récupérer ; c'est une allusion au film de Steven Spielberg.
- Dans le  jeu de rôle Shadowrun, le site a des propriétés magiques et a grandi de 30 % avec le retour de la magie.
- Dans le jeu vidéo Civilization VI, la Devils Tower est une merveille naturelle.
- Dans une aventure de la série de bande dessinée Yakari (album no 32, « Les Griffes de l'ours », 2006), l'histoire porte en grande partie sur ce monument, et la légende sioux qui y est attachée.